# آتلانتیک رکوردز
آتلانتیک رکوردز (به انگلیسی: Atlantic Records) نام شرکت ناشر موسیقی آمریکایی و یکی از زیر مجموعه‌های وارنر میوزیک گروپ است. آتلانتیس رکورد پس از ۲۰ سال سابقه کاری در زمینه‌های ریتم و بلوز، راک اند رول، جاز و هیپ هاپ تخصص یافته گشت و پس از به دست آوردن مالکیتش توسط شرکت وارنر میوزیک گروپ به ضبط و انتشار موسیقی در زمینه‌های پاپ و راک نیز روی آورد. بنیان‌گذار و مدیر این شرکت تاجری ترک و آمریکایی به نام احمد اِرتگان بود که در دسامبر سال ۲۰۰۶ و در سن ۸۳ سالگی درگذشت. از گروه‌های موسیقی معروفی که آثارشان توسط این شرکت منتشر گشته می‌توان به فارنر، یس و لد زپلین اشاره نمود.